# Șevcenkove, Nikopol
Șevcenkove (în ucraineană Шевченкове) este localitatea de reședință a comunei Șevcenkove din raionul Nikopol, regiunea Dnipropetrovsk, Ucraina.

## Demografie
Componența lingvistică a localității Șevcenkove
     Ucraineană (96,25%)
     Rusă (3,53%)
     Alte limbi (0,22%)
Conform recensământului din 2001, majoritatea populației localității Șevcenkove era vorbitoare de ucraineană (96,25%), existând în minoritate și vorbitori de rusă (3,53%).